# Список сокращённых обозначений в Вооружённых силах СССР и России

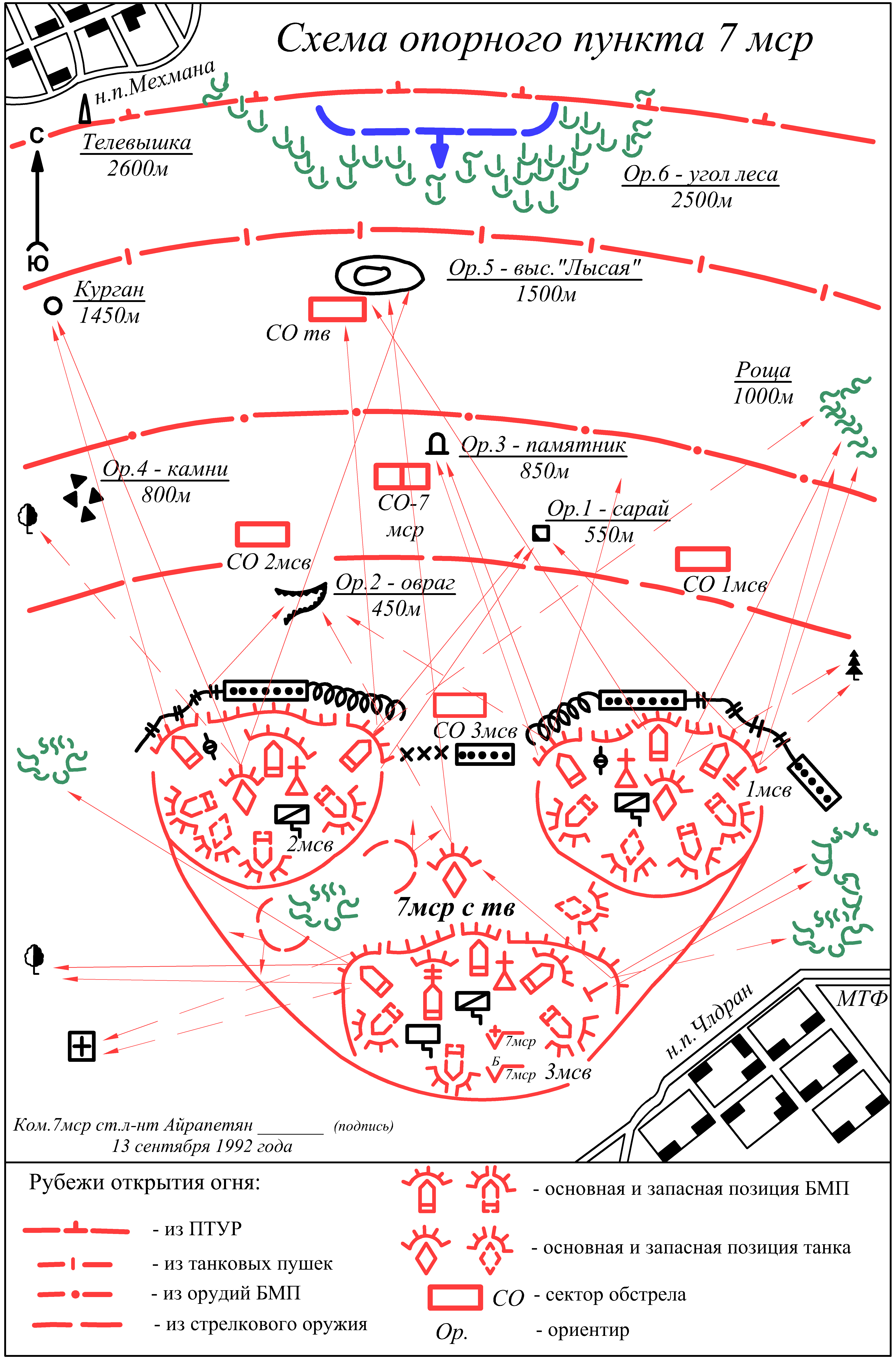
Схема опорного пункта мотострелковой роты.
Вариант из Боевого устава Сухопутных войск ВС СССР. 1982 год.
На схеме даны образцы записи сокращений как подразделений так и терминов общего назначения.
СО — сектор обстрела
7 мср — 7-я мотострелковая рота
тв — танковый взвод
Ор.4 — ориентир 4
2 мсв — 2-й мотострелковый взвод

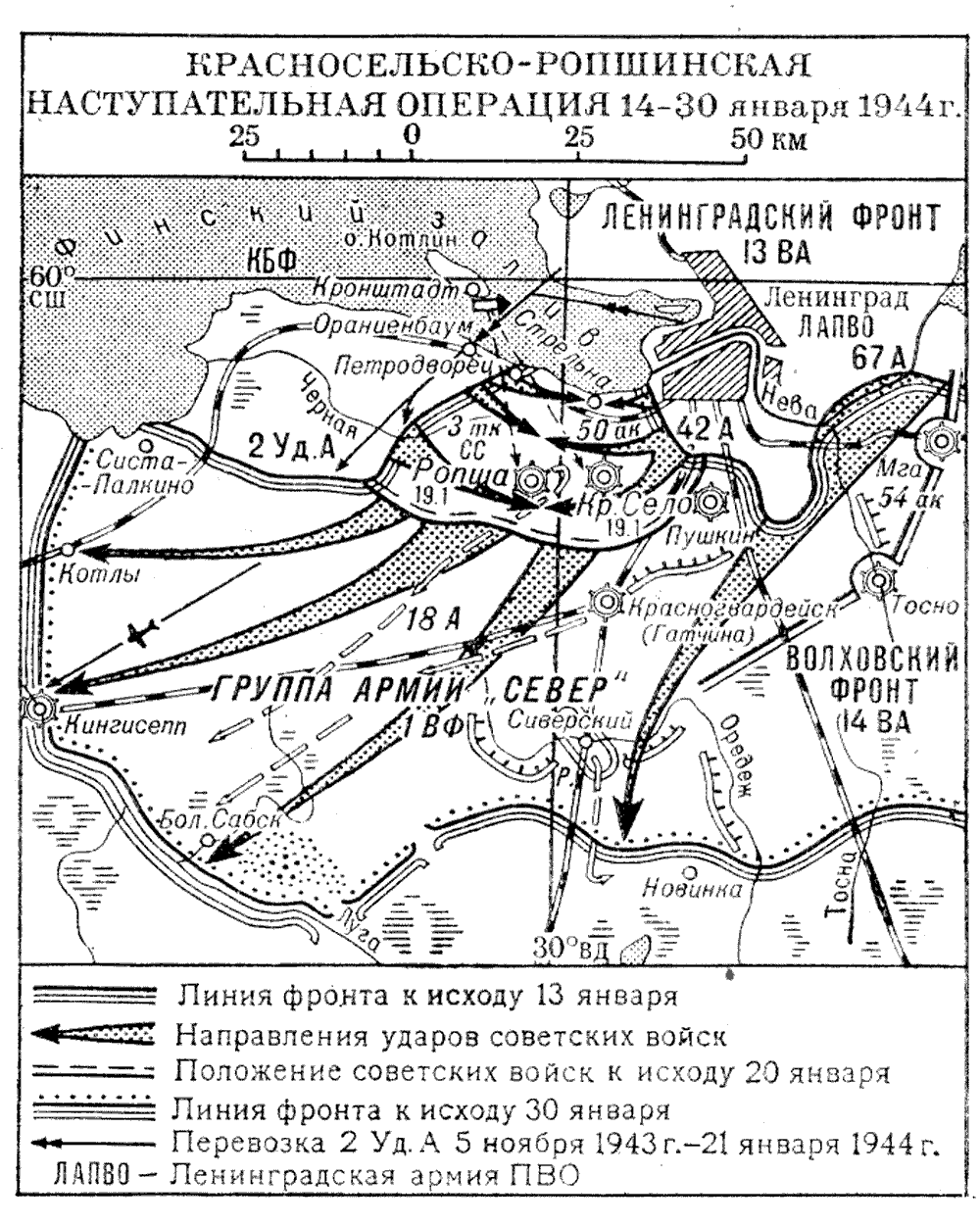
Схема Красносельско-Ропшинской операции 14-30.01.1944
Иллюстрация в СВЭ (Том 4, стр. 433).
На схеме даны следующие сокращённые обозначения:
1 ВФ — 1-й воздушный флот (Третий рейх)
18 А — 18-я армия (Третий рейх)
2 Уд. А — 2-я Ударная Армия
50 ак — 50-й армейский корпус (Третий рейх)
13 ВА — 13-я Воздушная Армия
3 тк СС — 3-й танковый корпус СС (Третий рейх)
ЛАПВО — Ленинградская армия ПВО

Список сокращённых обозначений в Вооружённых Силах СССР и России — список установленных военных терминов в виде сокращений (аббревиатуры), принятые в Вооружённых силах СССР и Вооружённых сил Российской Федерации.

## Пояснительная часть

### Применение сокращений

#### Вооружённые силы
Сокращение обозначений в военной среде является вынужденной мерой, характерной для вооружённых сил любого государства. Причиной записи военных терминов в виде аббревиатур или иных сокращений в служебной документации является ускорение нанесения текущей тактической (оперативной) обстановки на карту боевых действий и разработки боевых документов, а также экономия места на рабочих картах.
Под боевыми документами понимаются такие графические документы, как рабочие карты, а также текстовые документы в виде боевых донесений, боевых распоряжений, боевых приказов
 .

#### Применение сокращений вне вооружённых сил
Вне вооружённых сил сокращённые обозначения военных терминов встречаются в мемуарах военачальников, в СМИ, в блогах, а также в печатных изданиях, занимающихся популяризацией военной истории и военной тематики. Правил, предписывающих придерживаться определённых требований при написании сокращений военных терминов вне вооружённых сил, не имеется.
За пределами России в невоенной среде применение сокращений иногда встречается в печатных научно-исследовательских изданиях. К таковым относится ежегодный информационный бюллетень The Military Balance, издаваемый Международным институтом стратегических исследований, в котором состав вооружённых сил всех государств даётся исключительно применением сокращённых обозначений, раскрываемых в заключительном разделе. Применительно к ВС России, используемые в данном издании правила сокращений, в дословном переводе в целом аналогичны правилам применяемым в русскоязычных источниках:
- NBC regt (nuclear biological chemical regiment) ↔ прхбз (полк радиационной, химической и биологической защиты);
- MR regt (motor rifle regiment) ↔ мсп (мотострелковый полк);
- tk div (tank division) ↔ тд (танковая дивизия);
- air aslt bde (air assault brigade) ↔ дшбр/вдбр (десантно-штурмовая бригада/воздушно-десантная бригада).

#### Нормативно-правовые акты
Основными документами (нормативно-правовые акты), предписывающими порядок использования сокращений, являются Боевые уставы по родам войск. В каждом из них в приложении по оформлению боевой документации приводится список сокращений, допускающихся к использованию.
Также на данный момент основным обобщающим регламентирующим документом по использованию сокращений является учебно-методическое пособие «Правила оформления и ведения боевых документов», утверждённое начальником Топографической службы ВС РФ в 2006 году.
Для боевых уставов некоторых родов войск (войска ПВО, артиллерийские войска) список сокращений существенно расширен в связи с наличием множества узкоспециализированных терминов.

### Правила сокращения

#### Основные правила

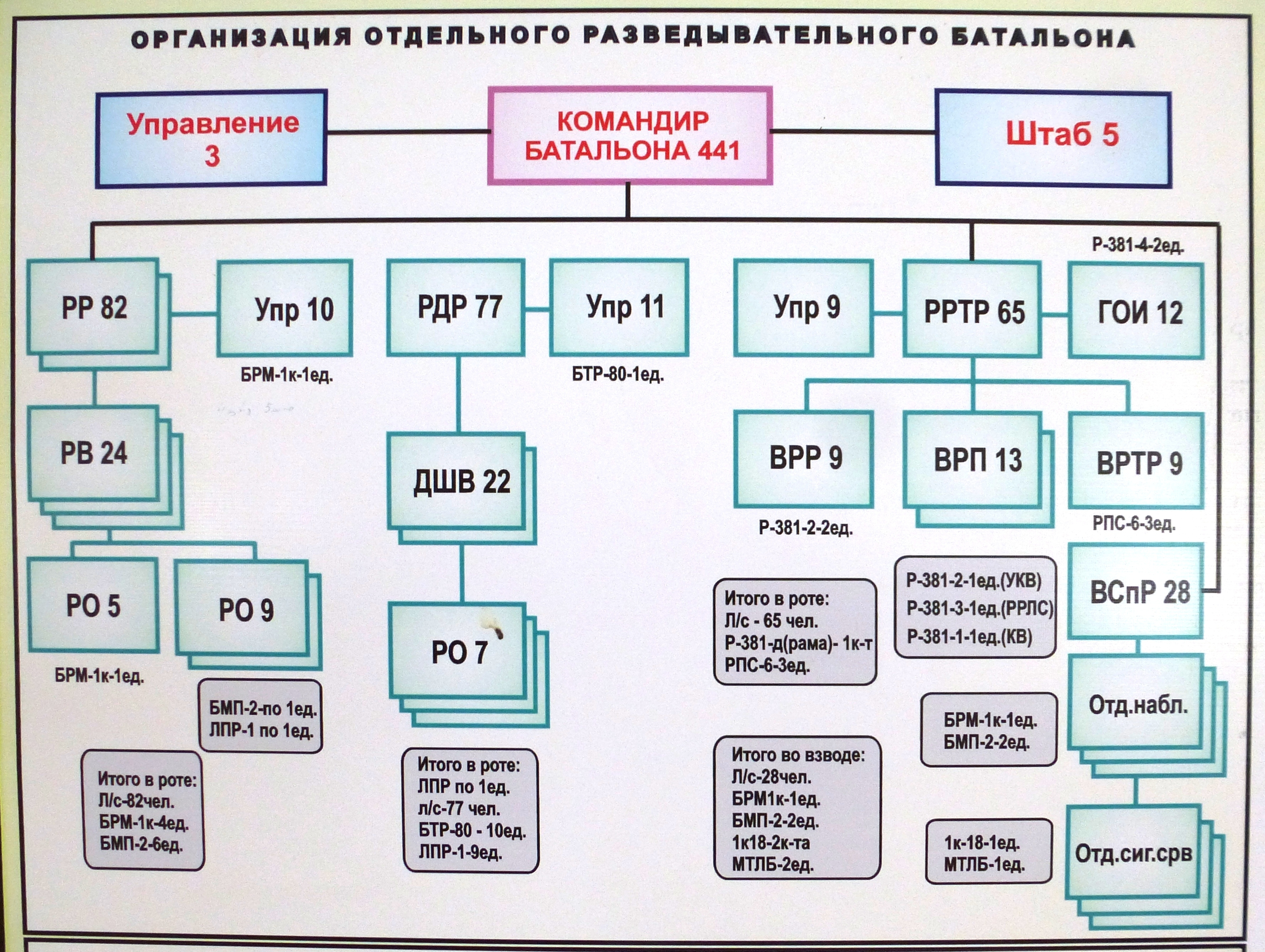
Применение сокращённых обозначений на плакате с организационно-штатной структурой отдельного разведывательного батальона ВС РК для служебного пользования. Правила сокращения совпадают с принятыми в ВС СССР (кроме использования размерности шрифта)

Главным правилом сокращений полного наименования штатного формирования (постоянного состава), названия боевой техники, наименования сводного подразделения, наименования военного учреждения и т. д., принятых в русской военной школе, является составление сокращений из начальных букв слов (аббревиатура), из первых букв корней в сложном слове или первых слогов каждого слова, подлежащего сокращению.
Принято все сокращения от подразделений, воинских частей и соединений (включая корпуса) записывать строчными буквами. Сокращения от объединений (Армия, военный округ, фронт) и названий боевой техники, а также терминология общего назначения записывается прописными буквами либо сочетанием прописных и строчных букв. Данное правило в различии использования строчных и прописных букв использовалось в ВС СССР с 50-х годов и практически не изменилось до настоящего момента.
Союз «и» в полном наименовании в сокращении не приводится.
Примеры образования сокращений:
- Сокращение по начальным буквам[9]:

- взвод радиационной и химической разведки — врхр;
- артиллерийская разведывательная группа — АРГ;

- Сокращение по первым буквам корней в сложном слове:

- мотострелковая дивизия — мсд;
- взвод радиолокационной разведки — врлр;

- Сокращение по слогам (или слогу и первым буквам):

- медико-санитарный батальон — медсанбат;
- зенитный артиллерийский полк — зенап;
- Туркестанский военный округ — ТуркВО;

#### Разделение схожих сокращений
Для устранения путаницы и различия в сокращении типов формирований с одинаковыми заглавными буквами в сокращение включаются одна или несколько букв:
- мсб (мотострелковый батальон) ↔ мсбр (мотострелковая бригада);
- ад (артиллерийская дивизия) ↔ адн (артиллерийский дивизион);
- птабр (противотанковая артиллерийская бригада) ↔ птабатр (противотанковая артиллерийская батарея).

В наставлении по оформлению боевой документации, для исключения принятия ошибочных действий, особо подчёркивается недопустимость использования сокращений с разным смыслом, образованных и написанных одинаковыми буквами. Написание сокращений, содержащих одинаковые буквы, должно различаться применением строчных или прописных букв либо их сочетанием:
- ТР (тактическая ракета) ↔ тр (танковая рота);
- ПОгЗ (подвижная огневая зона) ↔ погз (пограничная застава);
- БМП (боевая машина пехоты) ↔ бмп (батальон морской пехоты);
- МПб (медицинский пункт батальона)[6] ↔ мпб (мотопехотный батальон)[10][1].

Также для недопустимости разночтения, сокращения от наименования формирований или терминов общего назначения, начинающихся на одинаковые заглавные буквы, предписывается различать включением слога или последующих букв:
- ПО (передовой отряд) ↔ пого (пограничный отряд);
- рр (разведывательная рота) ↔ ремр (ремонтная рота);
- рап (разведывательный авиационный полк) ↔ раап (разведывательный артиллерийский полк);
- пмп (полк морской пехоты) ↔ помп (понтонно-мостовой полк).

Допускаются сокращения формирований сочетанием строчных и прописных букв (или полностью прописными), в которых использовано сокращение от типа вооружения либо его предназначения:
- батарея противотанковых управляемых ракет — батрПТУР;
- артиллерийская мастерская — АМ.

#### Использование числительных в сокращениях
Числительные используются в сокращениях полных наименований формирований для обозначения порядкового номера исключительно в цифровом виде и без записи буквенного окончания через дефис (-ий, -ый, -ая, -ое):
- 3-й парашютно-десантный взвод — 3 пдв;
- 4-й реактивный артиллерийский дивизион — 4 реадн;
- 7-я отдельная бригада пограничных сторожевых кораблей — 7 обрпск;
- 2-е мотострелковое отделение — 2 мсо;

При необходимости обозначения подразделения с порядковым номером или без такового, с указанием принадлежности к вышестоящему подразделению или воинской части (сочетание подразделение/воинская часть), применяется косая черта:
- 2-й батальон 357-го парашютно-десантного полка — 2/357 пдп;
- 1-й взвод 7-й танковой роты — 1/7 тр;
- 5-я батарея 2-го артиллерийского дивизиона — 5/2 адн;
- инженерно-сапёрная рота 181-го мотострелкового полка — иср/181 мсп;
- разведывательная рота 56-й отдельной десантно-штурмовой бригады — рр/56 одшбр.

Данное правило не распространяется на сочетание воинская часть/соединение. Сокращённое обозначение воинской части указывается без принадлежности к соединению.
Для сокращённых обозначений формирований противника на рабочей карте делается исключение, при котором конкретное подразделение может указываться с принадлежностью к воинской части через косую черту и принадлежности к соединению через пробел:
- 2-я рота 81-го пехотного полка 19-й мотопехотной дивизии — 2/81 пп 19мд;
- 7-я батарея 145-го артиллерийского полка 8-й бронетанковой дивизии — 7/145 ап 8 бртд.

#### Неучтённые сокращения
В случае отсутствия необходимого сокращения в перечне Боевого устава и учебных наставлений, разрешается применять произвольные сокращения. Главным условиями его применения является благозвучность сокращения, неповторяемость с уже имеющимися в боевом документе сокращениями, а также наличие пояснения на полях рабочей карты или текстового документа.
Учебные наставления по военной топографии, разработанные для офицеров ВС СССР, также предусматривали сокращение наименования формирований вероятного противника (нехарактерные для русской военной школы). Предписывалось осуществлять сокращение по тем же правилам, что и для собственных войск, но в строгом соответствии с принятыми у противника наименованиями:
- 12-й отдельный бронекавалерийский полк — 12 обркп;
- 3-й мотопехотный батальон — 3 мпб;
- 4-я аэромобильная дивизия — 4 амд.

Указанная стилистика сокращений встречалась в советском периодическом издании «Зарубежное военное обозрение».

### Различия в написании сокращений
В блогах, в мемуарах, в печатных изданиях встречается иное написание сокращений полного наименования формирований, чем это принято в авторитетных военных изданиях.

#### Почётные наименования и регалии
Согласно примерам сокращений в печатных изданиях военного издательства для широкой массы читателей как в советский так и в российский период — в сокращении формирований не приводится наличие почётных наименований и регалий (орденов и иных наград).
Согласно примерам в наставлениях по оформлению боевой документации, сокращение полного наименования воинского формирования в боевых документах также не должно приводить упоминания о почётном наименовании и регалиях.
При наличии гвардейского статуса у формирования он упоминается в сокращении строчными буквами (гв. — гвардейский(-ая)) для таких объединений, как армия и корпус, и не приводится для формирований уровнем ниже (дивизия/бригада/полк/отдельный отряд/отдельный батальон/отдельный дивизион).
Ниже приведены примеры сокращений в авторитетных печатных изданиях от военных издательств, предназначенных для широкой массы читателей. В скобках приводятся встречающиеся сокращения в иных источниках — не отвечающие правилам сокращений, принятым военными:
- Московский ордена Ленина военный округ — МВО (ОЛМВО)[13];
- 1-я гвардейская танковая армия — 1 гв. ТА[14] (1 Гв. ТА[15]);
- Дважды Краснознамённый Балтийский флот — БФ[16] (КБФ, ДКБФ);
- Краснознамённый Среднеазиатский пограничный округ — САПО[17] (КСАПО).

#### Сочетание прописных и строчных букв
Также широко распространённой практикой в источниках, не связанных с военными изданиями, является включение прописных букв посредине или в начале сокращения названия формирования, добавление иных строчных букв либо полная запись прописными буквами, что нарушает правила, принятые у военных (до уровня объединения писать только строчными, кроме указанных исключений). Ниже приведены примеры написания сокращения формирований, предписываемые военными, а в скобках указаны сокращения, встречающиеся в иных источниках:
- отдельная рота специального назначения — орсн[12](орСпН[18]);
- пограничный отряд — пого[1] (ПОГО, ПогО[19]);
- бригада морской пехоты — брмп[12] (БРМП, БрМП[20]).

## Список сокращённых обозначений

### Формирования
Примечания:
- Для устранения дублирования схожих по написанию сокращённых обозначений, различаемых наличием статуса «отдельный (-ая)», написание варианта сокращения для формирований которые могли наделяться таким статусом, приводится в графе «Дополнение по применению»;
- Сокращённые обозначения по формированиям разного уровня, связанных по роду войск или по предназначению, даются в стилистике перечней Боевых уставов — объединёнными в одну строку таблицы;
- Под устаревшими сокращениями в скобках, понимаются допускавшиеся к использованию в служебной документации в советский период как в период ВОВ, так и вплоть до распада СССР.

| Сокращённое обозначение (в скобках устаревшее обозначение) | Полное название воинского формирования | Дополнение по применению |
| ---------------------------------------------------------- | --- | --- |
| А                                                          | Армия | Устаревшее обозначение общевойсковых армий в период ВОВ. В послевоенный период использовалось исключительно с уточнением «общевойсковая» — ОА |
| аап                                                        | армейский артиллерийский полк | Данным термином обозначался артиллерийский полк находящийся в прямом подчинении штаба армии (отдельная часть) |
| абр ад адн ап                                              | артиллерийская бригада артиллерийская дивизия артиллерийский дивизион артиллерийский полк | Сокращение адн используется только для артиллерийских дивизионов в составе мотострелковых, парашютно-десантных, десантно-штурмовых, танковых бригад и полков. Для отдельных дивизионов и дивизионов в составе артиллерийских бригад и полков используется сокращение уточняющее тип вооружения (ореадн, гадн, садн и т. д.)                                                |
| абр БМ                                                     | артиллерийская бригада большой мощности | Для бригад имеющих на вооружении орудия калибром больше 152 мм (2С7, 2С4) |
| автобат автр автв авто                                     | автомобильный батальон автомобильная рота автомобильный взвод автомобильное отделение | |
| АК ак                                                      | армейский корпус | Для армейских корпусов Второй мировой войны, которые являлись общевойсковыми соединениями, применяется сокращение ак.На современном этапе армейские корпуса считаются объединениями и применяется сокращение АК. |
| артк                                                       | артиллерийский корпус | |
| аг                                                         | авиационная группа | Устаревший термин периода ВОВ |
| адп                                                        | артиллерийская дивизия прорыва | Устаревший термин периода ВОВ |
| аминп                                                      | армейский миномётный полк | Устаревший термин периода ВОВ |
| апабр апап                                                 | армейская пушечная артиллерийская бригада армейский пушечный артиллерийский полк | Устаревший термин периода ВОВ |
| апд                                                        | артиллерийский парковый дивизион | Устаревший термин периода ВОВ |
| апс                                                        | авиационный полк связи | устаревший термин периода ВОВ |
| артпарк                                                    | артиллерийский парк | Устаревший термин периода ВОВ |
| атп                                                        | автотранспортный полк | Устаревший термин периода ВОВ |
| атб                                                        | автотранспортный батальон | Устаревший термин периода ВОВ |
| атр                                                        | автотранспортная рота | Устаревший термин периода ВОВ |
| атэ                                                        | автотранспортный эскадрон | Устаревший термин периода ВОВ |
| бак бад бап                                                | бомбардировочный авиационный корпус бомбардировочная авиационная дивизия бомбардировочный авиационный полк | Со статусом «отдельный» — обад |
| бар                                                        | батарея артиллерийской разведки | Подразделение в составе артиллерийских полков и бригад. До 1986 года именовались бзрлр — батарея звуковой и радиолокационной разведки |
| бзрлр                                                      | батарея звуковой и радиолокационной разведки | С 1986 года именовались бар — батарея артиллерийской разведки |
| батр                                                       | батарея | Устаревший термин периода ВОВ. В послевоенный период сокращение батр использовалось исключительно с сокращением уточняющим предназначение или вооружение (зенбатр, техбатр, габатр и т. д.) |
| батрзмр (бзр) взмр                                         | батарея звукометрической разведки взвод звукометрической разведки | |
| батрор взор                                                | батарея оптической разведки взвод оптической разведки | |
| батррлр врлр                                               | батарея радиолокационной разведки взвод радиолокационной разведки | |
| батрртр вртр                                               | батарея радиотехнической разведки взвод радиотехнической разведки | Для войск ПВО и артиллерии |
| батру (бу) ву вуд вуна вунад                               | батарея управления взвод управления взвод управления дивизиона взвод управления начальника артиллерии (полка/бригады) взвод управления начальника артиллерии дивизии                                                        | В артиллерийских войсках — подразделения обеспечивающие связь и оптическую разведку |
| батруар (буиар)                                            | батарея управления и артиллерийской разведки | |
| батрПТУР (бПТУР) батрПТРК                                  | батарея противотанковых управляемых ракет батарея противотанковых ракетных комплексов | |
| бдо рдо вдо                                                | батальон десантного обеспечения рота десантного обеспечения взвод десантного обеспечения | В воздушно-десантных войсках. Со статусом «отдельный» (только батальоны) — обдо |
| брдк                                                       | бригада десантных кораблей | |
| бриз                                                       | бригада инженерных заграждений | В послевоенной истории использовалось только один раз применительно 273-й бригады инженерных заграждений в составе ГСВМНР |
| брмо бмо рмо (тхр) вмо                                     | бригада материального обеспечения батальон материального обеспечения рота материального обеспечения (транспортно-хозяйственная рота) взвод материального обеспечения                                                        | Со статусом «отдельный» — обмо (только батальоны) |
| брмп пмп бмп рмп вмп                                       | бригада морской пехоты полк морской пехоты батальон морской пехоты рота морской пехоты взвод морской пехоты | Со статусом «отдельная (-ый)» — обрмп, обмп |
| брсн бсн рсн                                               | бригада специального назначения батальон специального назначения рота специального назначения | формирования в Спецназе ГРУ. С 1978 года все бригады получили статус «отдельная» — обрсн. Также распространены сокращение обрспн (обрСпН) и рспн (рСпН) |
| брс пс бс вс ос                                            | бригада связи полк связи батальон связи взвод связи отделение связи | Со статусом «отдельный (-ая)» — обрс, опс, обс |
| брпск дпск днпск                                           | бригада пограничных сторожевых кораблей дивизия пограничных сторожевых кораблей дивизион пограничных сторожевых кораблей | Со статусом «отдельный» — обрпск, однпск. Сокращение дпск в истории ВС СССР и ВС РФ применялось один раз касательно 1-й дивизии сторожевых пограничных кораблей (1977—2003) в составе Северо-восточного пограничного округа КГБ СССР |
| брРХБЗ (брхз) бРХБЗ (бхз) рРХБЗ (рхз) вРХБЗ (вхз)          | бригада радиационной, химической и биологической защиты батальон радиационной, химической и биологической защиты рота радиационной, химической и биологической защиты взвод радиационной, химической и биологической защиты | Со статусом «отдельный» — обРХБЗ, орРХБЗ (только для батальонов и рот). Устаревшее сокращение «хз» (до 1992 года) — химической защиты |
| БХВТ                                                       | База хранения вооружения и техники | кадрированное соединение сухопутных войск |
| бтэ бтд                                                    | бронетанковый эскадрон бронетанковый дивизион | Устаревший термин периода ВОВ |
| ВАД                                                        | военно-автомобильна дорога | Устаревший термин периода ВОВ. Дорога, подготовленная для воинского движения, с развёрнутыми для её эксплуатации, технического прикрытия и восстановления силами и средствами дорожных войск |
| ВА                                                         | воздушная армия | |
| вгпт огпт                                                  | взвод гусеничных плавающих транспортёров отделение гусеничных плавающих транспортёров | |
| вдк                                                        | воздушно-десантный корпус | вдбр существовали в ВС СССР в период ВОВ, в период с 1967 по 1972 годы и в короткий период 1991—1992 годов при повторном создании 105-й гвардейской воздушно-десантной дивизии (35-я и 56-я овдбр). вдк вышло из употребления. Последние воздушно-десантные корпуса были расформированы в 1957 году                                                                        |
| вдбр                                                       | воздушно-десантная бригада | вдбр существовали в ВС СССР в период ВОВ, в период с 1967 по 1972 годы и в короткий период 1991—1992 годов при повторном создании 105-й гвардейской воздушно-десантной дивизии (35-я и 56-я овдбр). вдк вышло из употребления. Последние воздушно-десантные корпуса были расформированы в 1957 году                                                                        |
| вдд                                                        | воздушно-десантная дивизия | вдбр существовали в ВС СССР в период ВОВ, в период с 1967 по 1972 годы и в короткий период 1991—1992 годов при повторном создании 105-й гвардейской воздушно-десантной дивизии (35-я и 56-я овдбр). вдк вышло из употребления. Последние воздушно-десантные корпуса были расформированы в 1957 году                                                                        |
| воб (во)                                                   | взвод обеспечения | |
| врп                                                        | взвод радиопеленгации | |
| врр                                                        | взвод радиоразведки | |
| всн осн                                                    | взвод снабжения отделение снабжения | |
| всо (стройбат)                                             | военно-строительный отряд (строительный батальон) | |
| взвавт                                                     | взвод автоматчиков | |
| взвпгсм                                                    | взвод подвоза горюче-смазочных материалов | |
| воир                                                       | взвод обслуживания и ремонта | |
| взхз                                                       | взвод химической защиты | |
| вр ор                                                      | взвод разведки отделение разведки | Сокращение принятое в артиллерийских войсках. В мотострелковых, танковых, воздушно-десантных войсках и в морской пехоте приняты обозначения рв и ро |
| вто ото                                                    | взвод технического обслуживания отделение технического обслуживания | |
| врхр орхр                                                  | взвод радиационной и химической разведки отделение радиационной и химической разведки | |
| втад втап втаэ                                             | военно-транспортная авиационная дивизия военно-транспортный авиационный полк военно-транспортная авиационная эскадрилья | Со статусом «отдельный (-ая)» — овтап, овтаэ |
| вэ                                                         | вертолётная эскадрилья | Со статусом «отдельная» — овэ |
| габр габатр гадн гап                                       | гаубичная артиллерийская бригада гаубичная артиллерийская батарея гаубичный артиллерийский дивизион гаубичный артиллерийский полк                                                                                           | Со статусом «отдельный» — огадн (только дивизионы) |
| гв.                                                        | гвардейский (-ая) | Обязательно наличие точки. Применяется только для сокращённых обозначений армий и корпусов и только строчными буквами Примеры: 8 гв. ОА, 1 гв. ТА, 9 гв.мк и т. д. |
| гв (грв) го                                                | гранатомётный взвод гранатомётное отделение | |
| гсб гср гсв гсо                                            | горнострелковый батальон горнострелковая рота горнострелковый взвод горнострелковое отделение | Использовалось к горнострелковым батальонам, которые существовали в составе мотострелковых полков 40-й Армии в период с 1984 по 1989 годы |
| гсд                                                        | горнострелковая дивизия | Вышло из употребления. Все горнострелковые дивизии ВС СССР переформированы в мотострелковые дивизии к 1963 году |
| гск                                                        | горнострелковый корпус | Вышло из употребления. Все горнострелковые корпуса ВС СССР расформированы к 1957 году |
| гсп                                                        | горнострелковый полк | Вышло из употребления. Все горнострелковые полки были переформированы в мотострелковые полки к 1963 году |
| дбо                                                        | дивизия береговой обороны | Были образованы на конечном этапе истории ВС СССР в 1989 году |
| ДВО                                                        | Дальневосточный военный округ | Расформирован в 2010 году |
| двл                                                        | дивизионный ветеринарный лазарет | |
| дкбр дкб                                                   | дорожно-комендантская бригада дорожно-комендантский батальон | Со статусом «отдельный» — одкбр, одкб |
| дмп                                                        | дивизия морской пехоты | В истории ВС СССР и ВС РФ применялось дважды: 1-я дивизия морской пехоты (1944—1948) 55-я дивизия морской пехоты (1968—2009) |
| дно                                                        | дивизия народного ополчения | Устаревшее. Использовалось на начальном этапе ВОВ в 1941 году |
| днк                                                        | дивизия надводных кораблей | |
| дпл                                                        | дивизия подводных лодок | |
| дПВО КПВО                                                  | дивизия противовоздушной обороны корпус противовоздушной обороны | |
| дрк (дирк)                                                 | дивизия ракетных кораблей | |
| дшд дшбр дшп дшб дшр дшв дшо                               | десантно-штурмовая дивизия десантно-штурмовая бригада десантно-штурмовой полк десантно-штурмовой батальон десантно-штурмовая рота десантно-штурмовой взвод десантно-штурмовое отделение                                     | Сокращение дшд используется относительно недавно (с 2007 года) и применяется касательно переименованных 7-й и 76-й вдд. Сокращение дшп (одшп) в советский период применялось только два раза: 1318-й и 1319-й отдельный десантно-штурмовой полк. Со статусом «отдельный» — одшп, одшб и одшбр                                                                              |
| ЖДК ждбр ждб (желдорбат)                                   | железнодорожный корпус железнодорожная бригада железнодорожный батальон | |
| заградэск (отряд)                                          | заградительный эскадрон (отряд) | |
| зап                                                        | запасной артиллерийский полк | |
| зенпулр                                                    | зенитная пулемётная рота | |
| зобс                                                       | запасной отдельный батальон связи | |
| зенад зенап зенадн зенабатр зенав                          | зенитная артиллерийская дивизия зенитный артиллерийский полк зенитный артиллерийский дивизион зенитная артиллерийская батарея зенитный артиллерийский взвод                                                                 | В связи с перевооружением в послевоенный период формирований ПВО на ракетную технику сокращения зенад, зенап и зенадн вышли из употребления |
| зрадн зрабатр (зраб) зрав                                  | зенитный ракетно-артиллерийский дивизион зенитная ракетно-артиллерийская батарея зенитный ракетно-артиллерийский взвод | Со статусом «отдельный» — озрадн (только дивизионы) |
| зрд зрбр зрп зрдн зрб зрв зро                              | зенитно-ракетная дивизия зенитно-ракетная бригада зенитно-ракетный полк зенитно-ракетный дивизион зенитно-ракетная батарея зенитно-ракетный взвод зенитно-ракетное отделение                                                | Со статусом «отдельный» — озрдн (только дивизионы) |
| зоиптд                                                     | запасной отдельный истребительно-противотанковый дивизион | |
| зорс                                                       | запасная отдельная рота связи | |
| зрр                                                        | запасная разведывательная рота | |
| зсд                                                        | запасная стрелковая дивизия | |
| зсапр                                                      | запасная сапёрная рота | |
| зсав                                                       | зенитный самоходно-артиллерийский взвод | К таковым относятся взвода имеющие на вооружении ЗСУ-23-4 |
| зпбепо                                                     | запасный полк броневых поездов | |
| иак иад иап                                                | истребительный авиационный корпус истребительная авиационная дивизия истребительный авиационный полк | Со статусом «отдельный» — оиад |
| исбр исп исб иср исв исо                                   | инженерно-сапёрная бригада инженерно-сапёрный полк инженерно-сапёрный батальон инженерно-сапёрная рота инженерно-сапёрный взвод инженерно-сапёрное отделение                                                                | Со статусом «отдельный» — оисб (только батальоны) |
| ишр ишв ишо                                                | инженерно-штурмовая рота инженерно-штурмовой взвод инженерно-штурмовое отделение | Относительно новое обозначение. Введено в Боевом уставе сухопутных войск в 2006 году |
| ибрсн                                                      | инженерная бригада спецназначения | |
| имбр                                                       | инженерно-минная бригада | |
| иптабр                                                     | истребительно-противотанковая артиллерийская бригада | |
| истротряд                                                  | истребительный отряд | |
| ИТЦ                                                        | инженерно-технический центр | |
| иту                                                        | инженерно-технический узлел | |
| итп                                                        | инженерно-технический полк | |
| итб                                                        | инженерно-технический батальон | |
| итр                                                        | инженерно-техническая рота | |
| кабшр                                                      | кабельно-шестовая рота | |
| кабр                                                       | корпусная артиллерийская бригада | |
| кап                                                        | корпусной артиллерийский полк | Вышедшее из употребления сокращение периода ВОВ. Данным термином обозначался артиллерийский полк находящийся в прямом подчинении штаба корпуса |
| киап                                                       | конно-артиллерийский полк | Вышедшее из употребления сокращение периода ВОВ. Данным термином обозначался артиллерийский полк на конной тяге в составе кавалерийских дивизий |
| кк кд кбр гкд кп гкп                                       | кавалерийский корпус кавалерийская дивизия кавалерийская бригада горно-кавалерийская дивизия кавалерийский полк горно-кавалерийский полк                                                                                    | Вышедшие из употребления сокращения в связи с упразднением в послевоенный период кавалерии, как рода войск |
| кр кв                                                      | комендантская рота комендантский взвод | |
| кад                                                        | конно-артиллерийский дивизион | |
| кэск кд                                                    | кавалерийский эскадрон кавалерийская дивизия | |
| КЭЧ                                                        | Квартирно-эксплуатационная часть | |
| лабр                                                       | лёгкая артиллерийская бригада | |
| лап лабр                                                   | лёгкий артиллерийский полк лёгкая артиллерийская бригада | Вышедшее из употребления. Использовались в период ВОВ |
| лб лбр                                                     | лыжный батальон лыжная бригада | |
| либ                                                        | легко-инженерный батальон | |
| МБА                                                        | моторизованный батальон автоматчиков | Использовались в период ВОВ |
| медб медр медв                                             | медицинский батальон медицинская рота медицинский взвод | Со статусом «отдельный» — омедб |
| метбатр метв                                               | метереологическая батарея метереологический взвод | |
| МехА мехк мехд мехп                                        | Механизированная армия механизированный корпус механизированная дивизия механизированный полк | Вышедшее из употребления. Использовались в период ВОВ и в послевоенный период с 1945—1946 (с момента переформирования стрелковых частей и соединений в механизированные) по 1957—1963 (до переформирования механизированных частей и соединений в мотострелковые) |
| мвдбр                                                      | манёвренная воздушно-десантная бригада | |
| мп мд                                                      | моторизованный полк моторизованная дивизия | |
| мехбр                                                      | механизированная бригада | |
| мибр миб                                                   | моторизованная инженерная бригада моторизованный инженерный батальон | Вышедшее из употребления. Использовались в период ВОВ |
| минбр минп миндн минбатр минв                              | миномётная бригада миномётный полк миномётный дивизион миномётная батарея миномётный взвод | Устаревшие сокращения минбр и минп также обозначали в период ВОВ бригады и полки вооружённые РСЗО типа БМ-13.В отличие от других типов орудий (пушка, гаубица, самоходные орудия,противотанковые орудия), у артиллерийских подразделений вооружённых миномётами, в полном наименовании (соответственно и в сокращении) не используется прилагательное артиллерийский (-ая) |
| минб, минбат                                               | миномётный батальон | Вышедшее из употребления. Использовались в период ВОВ. Данным термином и сокращением обозначались артиллерийские формирования уровня дивизиона имевшие на вооружении миномёты (не РСЗО типа БМ-13) |
| минп                                                       | миномётный полк | |
| мрад мрап мраэ                                             | морская ракетоносная авиационная дивизия морской ракетоносный авиационный полк морская ракетоносная авиационная эскадрилья                                                                                                  | |
| мббр                                                       | мотобронебригада | |
| медсанбат                                                  | медико-санитарный батальон | |
| медсанр                                                    | медико-санитарная рота | |
| медсанвзв                                                  | медико-санитарный взвод | |
| медсанэск                                                  | медико-санитарный эскадрон | |
| медсандив                                                  | медико-санитарная дивизия | |
| морсбр                                                     | морская стрелковая бригада | |
| мрап                                                       | морской разведывательный авиационный полк | |
| мсд мсбр мсп мсб мср мсв мсо                               | мотострелковая дивизия мотострелковая бригада мотострелковый полк мотострелковый батальон мотострелковая рота мотострелковый взвод мотострелковое отделение                                                                 | Со статусом «отдельный» — омсбр, омсп, омсб |
| мтад мтап мтаэ                                             | минно-торпедная авиационная дивизия минно-торпедный авиационный полк минно-торпедная авиационная эскадрилья | Вышедшее из употребления. Использовались до 50-х годов. |
| МПп (МПП) МПб (МПБ) МПд (МПД)                              | медицинский пункт полка медицинский пункт батальона медицинский пункт дивизиона | |
| мпмб, мпомб мпмп, мпомп                                    | моторизованный понтонно-мостовой батальон моторизованный понтонно-мостовой полк | |
| мцп мцб                                                    | мотоциклетный полк мотоциклетный батальон | Вышедшее из употребления. Использовались в период ВОВ |
| мшисбр                                                     | моторизованная штурмовая инженерно-сапёрная бригада | |
| нбад                                                       | ночная бомбардировочная авиационная дивизия | |
| нббад                                                      | ночная ближне-бомбардировочная авиационная дивизия | |
| нтбад                                                      | ночная тяжело-бомбардировочная авиационная дивизия | |
| о                                                          | отдельный (-ая) | Приставка перед сокращённым обозначением отдельного формирования: омсп — отдельный мотострелковый полк; орр — отдельная разведывательная рота; осадн — отдельный самоходный артиллерийский дивизион |
| ОА ПВО                                                     | Отдельная Армия противовоздушной обороны | Сокращённое обозначение объединений войск ПВО СССР |
| обтр                                                       | отдельная бронетанковая рота | |
| огвзв                                                      | огнемётный взвод | |
| од ПВО                                                     | отдельный дивизион противовоздушной обороны | |
| одэ                                                        | отдельный дегазационный эскадрон | |
| Отд. А                                                     | Отдельная Армия | Сокращённое обозначение отдельных армий в период Великой Отечественной войны |
| обвп овп отбвп                                             | отдельный боевой вертолётный полк отдельный вертолётный полк отдельный транспортно-боевой вертолётный полк | Все вертолётные полки имели статус «отдельный» |
| огв                                                        | огневой взвод | Взвод установок РСЗО и ствольной артиллерии кроме миномётных взводов (минв) |
| ооспн                                                      | отдельный отряд специального назначения | Статус «отдельный» был у всех отрядов (батальонов) Спецназа ГРУ |
| ор ов оо                                                   | огнемётная рота огнемётный взвод огнемётное отделение | |
| оио                                                        | отдельный истребительный отряд | |
| оиптб оиптд                                                | отдельная истребительно-противотанковая батарея отдельный истребительно-противотанковый дивизион | |
| окад                                                       | отдельный конно-артиллерийский дивизион | |
| окаэ                                                       | отдельная корректировочная авиационная эскадрилья | |
| окэск                                                      | отдельная кавалерийский эскадрон | |
| оллбр                                                      | оленье-лыжная бригада | |
| омб ОсНаз                                                  | отдельный моторизованный батальон особого назначения | устаревший термин периода ВОВ |
| омд                                                        | отдельный миномётный дивизион | |
| оор                                                        | отдельная огнемётная рота | |
| опрос                                                      | отдельный полк резерва офицерского состава | |
| оптб                                                       | отдельный противотанковый батальон | |
| орад                                                       | отдельный разведывательный артиллерийский дивизион | |
| орк                                                        | отдельный ракетный корпус | Устаревший термин обозначавший высшие соединения в РВСН в период 1961—1970 годов |
| орнр                                                       | отделение регламентно-настроечных работ | В подразделениях ПВО |
| осрс                                                       | отряд специальной радиосвязи | Термин обозначающий батальон связи в составе бригад Спецназа ГРУ |
| от                                                         | отделение тяги | Отделение автомобилей или гусеничных тягачей в артиллерийских подразделениях буксируемых орудий |
| орс                                                        | отдельная рота связи | |
| ору                                                        | отдельная рота управления | |
| орхз                                                       | отдельная рота химзащиты | |
| орхр                                                       | отдельная рота химразведки | |
| осб                                                        | отдельный стрелковый батальон | |
| оэс опэс                                                   | отдельный эскадрон отдельный полуэскадрон | |
| оэхз                                                       | отдельный эскадрон химической защиты | |
| ОпЭск                                                      | оперативная эскадра | Оперативная эскадра кораблей ВМФ |
| пабр пап падн пабатр                                       | пушечная артиллерийская бригада пушечный артиллерийский полк пушечный артиллерийский дивизион пушечная артиллерийская батарея                                                                                               | |
| парб                                                       | полевая авторемонтная база | |
| парм                                                       | полевая артиллерийская ремонтная мастерская | |
| пах                                                        | полевой автохлебозавод | |
| пгв                                                        | пулемётно-гранатомётный взвод | Только в мотострелковых частях 40-й Армии в период Афганской войны |
| пдп пдб пдр пдв пдо                                        | парашютно-десантный полк парашютно-десантный батальон парашютно-десантная рота парашютно-десантный взвод парашютно-десантное отделение                                                                                      | Со статусом «отдельный» — опдп |
| пдеср                                                      | переправочно-десантная рота | |
| погз                                                       | пограничная застава | |
| погк                                                       | пограничная комендатура | |
| пого (по)                                                  | пограничный отряд | |
| ПО                                                         | пограничный округ | |
| понб                                                       | понтонный батальон | |
| понмбр помп помб понр понв пдо                             | понтонно-мостовая бригада понтонно-мостовой полк понтонно-мостовой батальон понтонная рота понтонный взвод | Со статусом «отдельный» — опомб |
| понтвеспарк                                                | понтонно-вёсельный парк | |
| птабр птап птадн птабатр                                   | противотанковая артиллерийская бригада противотанковый артиллерийский полк противотанковый артиллерийский дивизион противотанковая артиллерийская батарея                                                                   | Со статусом «отдельный» (только полки и дивизионы) — оптап и оптадн |
| птв пто                                                    | противотанковый взвод противотанковое отделение | |
| пулад пулабр пулап пулаб пулар                             | пулемётно-артиллерийская дивизия пулемётно-артиллерийская бригада пулемётно-артиллерийский полк пулемётно-артиллерийский батальон пулемётно-артиллерийская рота                                                             | Пулемётно-артиллерийские бригады существовали в период 1941—1948 годы. Со статусом «отдельный» только батальоны — опулаб |
| пулб                                                       | пулемётный батальон | |
| пулр                                                       | пулемётная рота | |
| пулвзв (пулв)                                              | пулемётный взвод | |
| пкг                                                        | полевая касса Госбанка | |
| порем                                                      | походная ремонтная мастерская | |
| ппг                                                        | полевой подвижный госпиталь | |
| ппс                                                        | полевая почтовая станция | |
| прб                                                        | приёмно-распределительный батальон | |
| продтр                                                     | продовольственный транспорт | |
| псп                                                        | пластунский стрелковый полк | |
| пхз                                                        | полевой хлебозавод | |
| пхп                                                        | полевая хлебопекарня | |
| РА рд рп                                                   | Ракетная армия ракетная дивизия ракетный полк | Сокращённые обозначения формирований РВСН |
| раап раадн                                                 | разведывательный артиллерийский полк разведывательный артиллерийский дивизион | Со статусом «отдельный» — ораадн |
| рап раэ                                                    | разведывательный авиационный полк разведывательная авиационная эскадрилья | Со статусом «отдельный» — орап, ораэ |
| рабр                                                       | резервная авиационная бригада | |
| раг                                                        | резервная авиационная группа | |
| резэск                                                     | резервный эскадрон | |
| ррег                                                       | рота регулирования | |
| рб рр рв ро                                                | разведывательный батальон разведывательная рота разведывательный взвод разведывательное отделение | Со статусом «отдельный» — орб (в составе мотострелковых и танковых дивизий) и орр (в составе воздушно-десантных дивизий) |
| рбр рдн                                                    | ракетная бригада ракетный дивизион | Формирования в ракетных войсках сухопутных войск. В период с 1957 по 1961 годы ракетные бригады также существовали в составе РВСН |
| рвб (рембат) рвр                                           | ремонтно-восстановительный батальон ремонтно-восстановительная рота | Со статусом «отдельный» — орвб |
| ргсн                                                       | разведывательная группа специального назначения | подразделение в Спецназе ГРУ уровня взвод. Также распространено сокращение ргспн (ргСпН) |
| рдр                                                        | разведывательно-десантная рота | Только в составе отдельных разведывательных батальонов мотострелковых и танковых дивизий |
| ртот                                                       | рота танковых огневых точек | Применялись как роты береговой обороны на Дальнем Востоке, оснащенные танками в составе пулемётно-артиллерийского батальона по 2 роты танковых огневых точек (по 10 тяжёлых танков ИС-2 или ИС-3 в каждой) |
| реабр реап реадн ребатр                                    | реактивная артиллерийская бригада реактивный артиллерийский полк реактивный артиллерийский дивизион реактивная артиллерийская батарея                                                                                       | Со статусом «отдельный» только дивизионы — ореадн |
| ремр ремв                                                  | ремонтая рота ремонтный взвод | |
| рпк                                                        | рота почётного караула | |
| ррп                                                        | рота радиоперехвата | В разведывательных батальонах мотострелковых и танковых дивизий |
| ртбр ртб                                                   | радиотехническая бригада радиотехнический батальон | Сокращения применялись как войсках ПВО так и в структуре ГРУ. В случае принадлежности формирования к Осназ ГРУ добавлялось сокращение: ртбр Осназ, ртб Осназ |
| сабр сап садн сабатр                                       | самоходная артиллерийская бригада самоходный артиллерийский полк самоходный артиллерийский дивизион самоходная артиллерийская батарея                                                                                       | Со статусом «отдельный» — осадн (только дивизионы) |
| сад                                                        | смешанная авиационная дивизия | Со статусом «отдельная» — осад |
| самп                                                       | самокатный полк | |
| санап                                                      | санитарный авиационный полк | Со статусом «отдельный» — осанап |
| сапбр                                                      | сапёрная бригада | |
| сапп                                                       | сапёрный полк | |
| сапб                                                       | сапёрный батальон | |
| сапр                                                       | сапёрная рота | |
| спэ                                                        | сапёрный эскадрон | |
| саэ                                                        | санитарная авиационная эскадрилья | Со статусом «отдельная» — осаэ |
| сбатр                                                      | стартовая батарея | В войсках ПВО и в ракетных войсках подразделение пусковых ракетных установок |
| свкп                                                       | сводный кавалерийский полк | |
| сводрезп                                                   | сводный резервный полк | |
| ск сд сбр сп сб ср св со                                   | стрелковый корпус стрелковая дивизия стрелковая бригада стрелковый полк стрелковый батальон стрелковая рота стрелковый взвод стрелковое отделение                                                                           | Сокращения вышедшие из употребления. Использовались до 1957—1963 годов (до переформирования стрелковых частей и соединений в мотострелковые). В те же годы стрелковые корпуса были переименованы в армейские корпуса. Со статусом «отдельный» (только бригады и полки) — осбр, осп                                                                                         |
| сминдн сминбатр                                            | самоходный миномётный дивизион самоходная миномётная батарея | |
| ТА тд тбр тп тб тр тв то                                   | Танковая армия танковая дивизия танковая бригада танковый полк танковый батальон танковая рота танковый взвод танковое отделение (экипаж)                                                                                   | Со статусом «отдельный» — отбр, отп, отб |
| тад                                                        | тяжёлая артиллерийская дивизия | |
| ттд ттп                                                    | тяжёлая танковая дивизия тяжёлый танковый полк | Вышедшее из употребления. Использовались до 60-х годов, до принятия на вооружение основного боевого танка |
| ттсп                                                       | тяжёлый танкосамоходный полк | Вышедшее из употребления. Использовались до 60-х годов, до принятия на вооружение основного боевого танка |
| тбад тбап                                                  | тяжёлая бомбардировочная авиационная дивизия тяжёлый бомбардировочный авиационный полк | |
| тгабр тгап                                                 | тяжёлая гаубичная артиллерийская бригада тяжёлый гаубичный артиллерийский полк | Для бригад и полков имеющих на вооружении гаубицы калибром больше 152 мм |
| тгбатр тгв                                                 | топографическая батарея топографический взвод | |
| тдн техбатр                                                | технический дивизион техническая батарея | В войсках ПВО и в ракетных войсках подразделение технического обслуживания |
| тпад                                                       | тяжёлая пушечная артиллерийская дивизия | |
| тпбр тпб                                                   | трубопроводная бригада трубопроводный батальон | Со статусом «отдельный» — отпб |
| тминбр                                                     | тяжёлая миномётная бригада | |
| тсап                                                       | тяжёлый самоходно-артиллерийский полк | |
| тсп                                                        | танкосамоходный полк | |
| УА                                                         | ударная армия | |
| уаг                                                        | ударная авиационная группа | |
| УОС                                                        | управление оборонного строительства | |
| УР                                                         | укреплённый район | |
| у                                                          | учебный (-ая) | Приставка перед сокращённым обозначением учебного формирования: умсд — учебная мотострелковая дивизия; уап — учебный артиллерийский полк; убс — учебный батальон связи. |
| утап                                                       | учебно-тренировочный авиационный полк | |
| утбр                                                       | учебная танковая бригада | |
| учад                                                       | учебный артиллерийский дивизион | |
| учб учд                                                    | учебный батальон учебный дивизион | |
| учп                                                        | учебный полк | |
| УИР УНР                                                    | Управление инженерных работ Управление начальников работ | Соединение военно-строительных частей |
| фгбатр фгв                                                 | фотограмметрическая батарея фотограмметрический взвод | |
| хозв хозо                                                  | хозяйственный взвод хозяйственное отделение | |
| шак шад шап                                                | штурмовой авиационный корпус штурмовая авиационная дивизия штурмовой авиационный полк | Со статусом «отдельная» — ошад |
| шисбр                                                      | штурмовая инженерно-сапёрная бригада | |
| шорсам                                                     | шорно-седельная мастерская | |
| штрафб                                                     | штрафной батальон | |
| ОВА                                                        | Особая воздушная армия | |
| ОВДА                                                       | Отдельная воздушно-десантная армия | |
| оминбепо                                                   | отдельный миномётный бронепоезд | |
| одбп                                                       | отдельный дивизион броневых поездов | |
| однПСКа                                                    | отдельный дивизион пограничных сторожевых катеров | |

### Термины общего назначения
Примечания:
- Сокращённые обозначения терминов связанных по смыслу или предназначению, даются в стилистике перечней Боевых уставов — объединёнными в одну строку таблицы[6];
- В скобках даны устаревшие сокращения применявшиеся в ВС СССР в конце 80-х годов[7][4].

| Сокращённое обозначение                                      | Полное название термина общего назначения                                                                                        | Дополнение по применению                                               |
| ------------------------------------------------------------ | --- | ---------------------------------------------------------------------- |
| ААГ КАГ ДАГ ПАГ                                              | армейская артиллерийская группа корпусная артиллерийская группа дивизионная артиллерийская группа полковая артиллерийская группа |                                                                        |
| Авд (Ав)                                                     | Авангард |                                                                        |
| АБ                                                           | Автомобильный бензин |                                                                        |
| АРГ                                                          | артиллерийская разведывательная группа                                                                                           |                                                                        |
| Ард (Ар)                                                     | Арьергард |                                                                        |
| БЗП БПБ БПП                                                  | батальонный заправочный пункт батальонный пункт боепитания батальонный продовольственный пункт                                   |                                                                        |
| БКП                                                          | батарейный командирский пункт | в войсках ПВО                                                          |
| БО БЗ ХО ХЗ ЯО ЯЗ                                            | биологическое оружие биологическое заражение химическое оружие химическое заражение ядерное оружие радиоактивное заражение       |                                                                        |
| БМ БМП БМД                                                   | боевая машина боевая машина пехоты боевая машина десанта                                                                         |                                                                        |
| БРМ БРДМ                                                     | боевая разведывательная машина бронированная разведывательная машина                                                             |                                                                        |
| бк                                                           | боевой комплект |                                                                        |
| БРД РД ГД                                                    | боевой разведывательный дозор разведывательный дозор головной дозор                                                              |                                                                        |
| БПЗ ГПЗ ТПЗ                                                  | боковая походная застава головная походная застава тыловая походная застава                                                      |                                                                        |
| БнГ                                                          | бронегруппа |                                                                        |
| БТР                                                          | бронетранспортёр |                                                                        |
| ВВ                                                           | взрывчатые вещества |                                                                        |
| ВКП                                                          | взводный командирский пункт | в войсках ПВО                                                          |
| ВТО                                                          | высокоточное оружие |                                                                        |
| выс.                                                         | высота |                                                                        |
| ГРазг ГРазм                                                  | группа разграждения группа разминирования                                                                                        |                                                                        |
| ДбГ                                                          | деблокирующая группа |                                                                        |
| ДУМП                                                         | дистанционно установленное минное поле                                                                                           |                                                                        |
| ДО ДТ                                                        | дозорное отделение дозорный танк                                                                                                 |                                                                        |
| ДОС ДФС                                                      | долговременное огневое сооружение долговременное фортификационное сооружение                                                     |                                                                        |
| ЗжО ЗжСДТ                                                    | зажигательное оружие зажигательные средства                                                                                      |                                                                        |
| запр.                                                        | заправка |                                                                        |
| ЗИП                                                          | запасные инструменты и принадлежности                                                                                            |                                                                        |
| ЗОМП                                                         | защита войск от оружия массового поражения                                                                                       |                                                                        |
| ЗРЗ ЗХЗ ЗБЗ                                                  | зона радиоактивного заражения зона химического заражения зона биологического заражения                                           |                                                                        |
| ЗПУ ЗСУ                                                      | зенитная пулемётная установка зенитная самоходная установка                                                                      |                                                                        |
| ЗУР                                                          | зенитная управляемая ракета |                                                                        |
| ЗРК ЗПРК                                                     | зенитный ракетный комплекс зенитный пушечно-ракетный комплекс                                                                    |                                                                        |
| ИНП                                                          | инженерный наблюдательный пост                                                                                                   |                                                                        |
| ИРД                                                          | инженерный разведывательный дозор                                                                                                |                                                                        |
| (иск.)                                                       | исключительно | используется только в скобках устаревшее обозначение без точки — (иск) |
| ИсхРж (исх.р-ж) ИсхП (исх.п.)                                | исходный рубеж исходный пункт |                                                                        |
| КМ                                                           | командирская машина | используется в артиллерийских войсках                                  |
| кмсб-3 ктв-2 кпдр-7                                          | командир 3-го мотострелкового батальона командир 2-го танкового взвода командир 7-й парашютно-десантной роты                     |                                                                        |
| КП КНП НП                                                    | командный пункт командно-наблюдательный пункт наблюдательный пункт                                                               |                                                                        |
| кт                                                           | килотонна |                                                                        |
| компл.                                                       | комплект | обязательно наличие точки                                              |
| КПП                                                          | контрольно-пропускной пункт |                                                                        |
| КШМ                                                          | командно-штабная машина |                                                                        |
| ЛТЦ                                                          | ложная тепловая цель |                                                                        |
| МЗП                                                          | малозаметное препятствие |                                                                        |
| МОг                                                          | массированный огонь |                                                                        |
| МПр                                                          | медицинский пункт роты |                                                                        |
| МВЗ                                                          | минно-взрывное заграждение |                                                                        |
| МДес ТакВД                                                   | морской десант тактический воздушный десант                                                                                      |                                                                        |
| НЗО ПЗО                                                      | неподвижный заградительный огонь подвижный заградительный огонь                                                                  |                                                                        |
| НЗ НСЗ                                                       | неприкосновенный запас неснижаемый запас                                                                                         |                                                                        |
| ОбО РейдО СпО                                                | обходящий отряд рейдовый отряд специальный отряд                                                                                 |                                                                        |
| ОвРез (ОбщРез) ПТРез ПДРез                                   | общевойсковой резерв противотанковый резерв противодесантный резерв                                                              |                                                                        |
| ОгВ                                                          | огневой вал |                                                                        |
| ОгН                                                          | огневой налёт |                                                                        |
| ОЗас РЗас                                                    | огневая засада разведывательная засада                                                                                           |                                                                        |
| ОП СП                                                        | огневая позиция стартовая позиция                                                                                                |                                                                        |
| окр. отм. отд.                                               | окраина отметка отдельный | обязательно наличие точки                                              |
| ОВ СОВ НОВ                                                   | отравляющие вещества стойкие отравляющие вещества нестойкие отравляющие вещества                                                 |                                                                        |
| ОЛП ООД                                                      | отряд ликвидации последствий отряд обеспечения движения                                                                          |                                                                        |
| ПВО ПТО                                                      | противовоздушная оборона противотанковая оборона                                                                                 |                                                                        |
| ПО РО                                                        | передовой отряд разведывательный отряд                                                                                           |                                                                        |
| ПДесС                                                        | переправочно-десантные средства                                                                                                  |                                                                        |
| ПЗРК                                                         | переносной зенитный ракетный комплекс                                                                                            |                                                                        |
| ПОЗ                                                          | подвижный отряд заграждений |                                                                        |
| ПЗП                                                          | полевой заправочный пункт |                                                                        |
| ПСО                                                          | последовательное сосредоточение огня                                                                                             |                                                                        |
| пр-к                                                         | противник |                                                                        |
| ПРР                                                          | противорадиолокационная ракета                                                                                                   | в ВВС и войсках ПВО                                                    |
| ППМП ПТМП                                                    | противопехотное минное поле противотанковое минное поле                                                                          |                                                                        |
| ПТУР ПТРК                                                    | противотанковая управляемая ракета противотанковый ракетный комплекс                                                             |                                                                        |
| ПРег (п.рег.) РРД (р-ж.рег.)                                 | пункт регулирования рубеж регулирования движения                                                                                 |                                                                        |
| ПУАЗО                                                        | прибор управления артиллерийским зенитным огнём                                                                                  | в войсках ПВО                                                          |
| ПуСО                                                         | пункт специальной обработки |                                                                        |
| ПТН ПТП                                                      | пункт технического наблюдения пункт технической помощи                                                                           |                                                                        |
| РЛП                                                          | радиолокационный пост | в войсках ПВО                                                          |
| РПК                                                          | радиолокационно-приборный комплекс                                                                                               | в войсках ПВО                                                          |
| РХР                                                          | радиационная и химическая разведка                                                                                               |                                                                        |
| р/н р/с                                                      | радионаправление радиосеть |                                                                        |
| РОК РУК                                                      | разведывательно-огневой комплекс разведывательно-ударный комплекс                                                                |                                                                        |
| РЛ                                                           | разграничительная линия |                                                                        |
| РЭБ РЭЗ                                                      | радиоэлектронная борьба радиоэлектронная защита                                                                                  |                                                                        |
| р-н                                                          | район |                                                                        |
| РемГ РЭГ                                                     | ремонтная группа ремонтно-эвакуационная группа                                                                                   |                                                                        |
| РРБК РРРК РРВК                                               | рубеж развёртывания в батальонные колонны рубеж развёртывания в ротные колонны рубеж развёртывания во взводные колонны           |                                                                        |
| СОН                                                          | станция орудийной наводки | в войсках ПВО                                                          |
| СПО                                                          | станция питания орудий | в войсках ПВО                                                          |
| СРП                                                          | счётно-решающий прибор | в войсках ПВО                                                          |
| СРЦ                                                          | станция разведки и целеуказания                                                                                                  | в войсках ПВО                                                          |
| СтО СтЗ СтП                                                  | сторожевой отряд сторожевая застава сторожевой пост                                                                              |                                                                        |
| сев. южн. зап. вост. юго-зап. сев.-зап. юго-вост. сев.-вост. | северный южный западный восточный юго-западный северо-западный юго-восточный северо-восточный                                    | обязательно наличие точки                                              |
| СДМ                                                          | система дистанционного минирования                                                                                               |                                                                        |
| СО                                                           | сосредоточенный огонь |                                                                        |
| с/д                                                          | суточная отдача |                                                                        |
| ТЗК                                                          | трубка зенитная командирская | в войсках ПВО                                                          |
| ТЗМ                                                          | транспортно-заряжающая машина | в войсках ПВО, в ракетных войсках и артиллерии                         |
| ТМУ                                                          | танковый мостоукладчик |                                                                        |
| ТОН                                                          | танкоопасное направление |                                                                        |
| ТО                                                           | техническое обслуживание |                                                                        |
| УС                                                           | узел связи |                                                                        |
| ур                                                           | укреплённый район |                                                                        |
| ШО ШГ                                                        | штурмовой отряд штурмовая группа                                                                                                 |                                                                        |
| ЯМ                                                           | ядерная мина |                                                                        |

### Объединения и управления
В данном списке приводятся управления объединений, которые существовали в составе ВС СССР и ВС РФ, так и в странах Варшавского блока.
| Сокращённое обозначение | Полное название воинского формирования                                                       | Дополнение по применению                                                        | Тип               |
| ----------------------- | -------------------------------------------------------------------------------------------- | ------------------------------------------------------------------------------- | ----------------- |
| АрхВО                   | Архангельский военный округ                                                                  | Округ упразднён в 1951 году                                                     | Военный округ     |
| БакВО                   | Бакинский военный округ                                                                      | Округ упразднён в 1946 году                                                     | Военный округ     |
| БО ПВО                  | Бакинский округ противовоздушной обороны                                                     | Округ упразднён в 1980 году                                                     | Округ ПВО         |
| БарВО                   | Барановичский военный округ                                                                  | Округ упразднён в 1946 году                                                     | Военный округ     |
| БВО                     | Белорусский военный округ                                                                    | Округ упразднён в 1992 году                                                     | Военный округ     |
| БелВО                   | Беломорский военный округ                                                                    | Округ упразднён в 1956 году                                                     | Военный округ     |
| БНА                     | Болгарская Народная Армия                                                                    |                                                                                 | Вооруженные силы  |
| БТМВ                    | Бронетанковые и механизированные войска                                                      |                                                                                 | Род войск         |
| БФ, КБФ, ДКБФ           | Балтийский флот                                                                              | с 1928 Краснознамённый с 1965 Дважды Краснознамённый                            | Флот              |
| БФ, БФр БелФр           | Белорусский фронт                                                                            | Устаревшее. Существовал в период ВОВ                                            | Фронт             |
| БрФр                    | Брянский фронт                                                                               | Устаревшее. Существовал в период ВОВ                                            | Фронт             |
| ВолхФр                  | Волховский фронт                                                                             | Устаревшее. Существовал в период ВОВ                                            | Фронт             |
| ВоронежФр               | Воронежский фронт                                                                            | Устаревшее. Существовал в период ВОВ                                            | Фронт             |
| ВостЗабФр               | Восточно-забайкальский фронт                                                                 | Устаревшее. Существовал в период ВОВ                                            | Фронт             |
| ВВС                     | Военно-воздушные силы                                                                        |                                                                                 | Род войск         |
| ВГК                     | Верховное главнокомандование                                                                 |                                                                                 | Управление        |
| ВИА                     | Воздушно-истребительная армия                                                                | Устаревшее. Существовали в период ВОВ                                           | Армия             |
| ВМФ                     | Военно-морской флот                                                                          |                                                                                 | Флот              |
| ВНА                     | Венгерская народная армия                                                                    |                                                                                 | Вооруженные силы  |
| ВНОС                    | Воздушного наблюдения, оповещения и связи                                                    |                                                                                 | Род войск         |
| ВОСО                    | Военных сообщений                                                                            |                                                                                 | Род войск         |
| ВВФл                    | Волжская военная флотилия                                                                    | Устаревшее. Существовали в период ВОВ                                           | Флотилия          |
| ВП                      | Войско Польское                                                                              |                                                                                 | Вооруженные силы  |
| ВорВО                   | Воронежский военный округ                                                                    | Округ упразднён в 1960 году                                                     | Военный округ     |
| ВсибВО                  | Восточно-Сибирский военный округ                                                             | Округ упразднён в 1953 году                                                     | Военный округ     |
| ГКВДВ                   | Главное командование войск на Дальнем Востоке                                                | Существовало в период с 1984 по 1992 годы                                       | Управление        |
| ГКВЗН                   | Главное командование войск на западном направлении                                           | Существовало в период с 1984 по 1992 годы                                       | Управление        |
| ГКВЮЗН                  | Главное командование войск на юго-западном направлении                                       | Существовало в период с 1984 по 1992 годы                                       | Управление        |
| ГКВЮН                   | Главное командование войск на южном направлении                                              | Существовало в период с 1984 по 1992 годы                                       | Управление        |
| ГВ(с) ВС РФ в САР       | Группировка войск (сил) Вооружённых сил Российской Федерации в Сирийской Арабской Республике |                                                                                 | Группа войск      |
| ГКО                     | Государственный комитет обороны                                                              |                                                                                 | Управление        |
| ГСВГ                    | Группа советских войск в Германии                                                            | В 1989 году изменено на ЗГВ (Западная группа войск). Расформирована в 1994 году | Группа войск      |
| ГРВЗ                    | Группа российских войск в Закавказье                                                         | Расформирована в 2007 году                                                      | Группа войск      |
| ГорВО                   | Горьковский военный округ                                                                    | Округ упразднён в 1953 году                                                     | Военный округ     |
| ГСВСК, ГРВСК            | Группа советских (русских) военных специалистов на Кубе                                      | Существовала в период с 1962 по 2001 годы                                       | Группа войск      |
| ГСВК                    | Группа советских войск на Кубе                                                               | Переименована в ГСВСК в 1962 году                                               | Группа войск      |
| ГКЭУ МО СССР            | Главное квартирно-эксплуатационное управление МО СССР                                        |                                                                                 | Управление        |
| ГВСУ МО СССР            | Главное военно-строительное управление МО СССР                                               |                                                                                 | Управление        |
| ГВСУЦ МО СССР           | Главное военно-строительное управление «Центр» МО СССР                                       |                                                                                 | Управление        |
| ГУСС МО СССР            | Главное управление специального строительства МО СССР                                        |                                                                                 | Управление        |
| ОПУ МО СССР             | Организационно-плановое управление капитального строительства МО СССР                        |                                                                                 | Управление        |
| ГУСП МО СССР            | Главное управление строительной промышлиности МО СССР                                        |                                                                                 | Управление        |
| ГУАСС МО СССР           | Главное управление аэродромного и специального строительства МО СССР                         |                                                                                 | Управление        |
| ДвФр                    | Дальневосточный фронт                                                                        | Устаревшее. Существовал в период ВОВ                                            | Фронт             |
| ДА                      | Дальняя авиация                                                                              |                                                                                 | Род войск         |
| ДВО                     | Дальневосточный военный округ                                                                | Расформирован в 2010 году                                                       | Военный округ     |
| ДонВО                   | Донской военный округ                                                                        | Округ расформирован в 1953 году                                                 | Военный округ     |
| ДТА                     | Десантно-транспортная авиация                                                                |                                                                                 | Род войск         |
| ЗабФр                   | Забайкальский фронт                                                                          | Устаревшее. Существовал в период ВОВ                                            | Фронт             |
| ЗакавкФр                | Закавказский фронт                                                                           | Устаревшее. Существовал в период ВОВ                                            | Фронт             |
| ЗакаспФр                | Закаспийский фронт                                                                           | Устаревшее. Существовал в период Гражданской войны                              | Фронт             |
| КавкФр                  | Кавказский фронт                                                                             | Устаревшее. Существовал в период ВОВ                                            | Фронт             |
| КалинФр                 | Калининский фронт                                                                            | Устаревшее. Существовал в период ВОВ                                            | Фронт             |
| КарелФр                 | Карельский фронт                                                                             | Устаревшее. Существовал в период ВОВ                                            | Фронт             |
| ПрибалтФр               | Прибалтийский фронт                                                                          | Устаревшее. Существовал в период ВОВ                                            | Фронт             |
| РезервнРф               | Резервный фронт                                                                              | Устаревшее. Существовал в период ВОВ                                            | Фронт             |
| СевФр                   | Северный фронт                                                                               | Устаревшее. Существовал в период ВОВ                                            | Фронт             |
| СевКавкФр               | Северо-кавказский фронт                                                                      | Устаревшее. Существовал в период ВОВ                                            | Фронт             |
| СемеречФр               | Семиреченский фронт                                                                          | Устаревшее. Существовал в период Гражданской войны                              | Фронт             |
| СталингадФр             | Сталинградский фронт                                                                         | Устаревшее. Существовал в период ВОВ                                            | Фронт             |
| СтепФр                  | Степной фронт                                                                                | Устаревшее. Существовал в период ВОВ                                            | Фронт             |
| ТуркестФр               | Туркестанский фронт                                                                          | Устаревшее. Существовал в период ВОВ                                            | Фронт             |
| УкрФр                   | Украинский фронт                                                                             | Устаревшее. Существовал в период ВОВ                                            | Фронт             |
| ФергФр                  | Ферганский фронт                                                                             | Устаревшее. Существовал в период борьбы с басмачеством                          | Фронт             |
| ЦентрФр                 | Центральный фронт                                                                            | Устаревшее. Существовал в период ВОВ                                            | Фронт             |
| ЮгоЗапФр                | Юго-западный фронт                                                                           | Устаревшее. Существовал в период ВОВ                                            | Фронт             |
| ЮжФр                    | Южный фронт                                                                                  | Устаревшее. Существовал в период Гражданской войны                              | Фронт             |
| ОГВ(с)                  | Объединённая группировка российских войск (сил) на Украине                                   |                                                                                 | Группа войск      |
| ОГРВ ПРРМ               | Оперативная группа российских войск в Приднестровском регионе Республики Молдова             |                                                                                 | Группа войск      |
| РГВ                     | Региональная группировка войск Белоруссии и России                                           |                                                                                 | Группа войск      |
| СЗГВ                    | Северо-Западная группа войск                                                                 | Существовало в период с 1991 по 1994 годы                                       | Группа войск      |
| КСАПО                   | Краснознамённый Среднеазиатский пограничный округ                                            | Существовал в период с 1920 по 1992 годы                                        | Пограничный округ |
| СВПО                    | Северо-Восточный пограничный округ                                                           | Существовал в периоды с 1945 по 1953 и с 1979 по 1997 годы                      | Пограничный округ |
| КВПО                    | Краснознамённый Восточный пограничный округ                                                  | Существовал в период с 1920 по 1992 годы                                        | Пограничный округ |
| КТПО                    | Краснознамённый Тихоокеанский пограничный округ                                              | Существовал в период с 1923 по 1997 годы                                        | Пограничный округ |
| КДПО                    | Краснознамённый Дальневосточный пограничный округ                                            | Существовал в период с 1923 по 1997 годы                                        | Пограничный округ |
| КЗабПО                  | Краснознамённый Забайкальский пограничный округ                                              | Существовал в период с 1930 по 1997 годы                                        | Пограничный округ |
| КЗакПО                  | Краснознамённый Закавказский пограничный округ                                               | Существовал в период с 1922 по 1993 годы                                        | Пограничный округ |
| КСЗПО                   | Краснознамённый Северо-Западный пограничный округ                                            | Существовал в период с 1918 по 1998 годы                                        | Пограничный округ |
| КЗПО                    | Краснознамённый Западный пограничный округ                                                   | Существовал в период с 1918 по 1991 годы                                        | Пограничный округ |
| КППО                    | Краснознамённый Прибалтийский пограничный округ                                              | Существовал в период с 1940 по 1992 годы                                        | Пограничный округ |
| КСПМ                    | Коллективные силы по поддержанию мира                                                        | силы по поддержанию мира в СНГ, включающие и российский контингент              | Группа войск      |
| ССПМ, ОСПМ, ССПМП       | Смешанные/Объединённые силы по поддержанию мира (и правопорядка)                             | смешанный вооружённый контингент Грузии, России и Южной Осетии                  | Группа войск      |
| ОАПО                    | Отдельный Арктический пограничный отряд                                                      | Существовал в период с 1967 по 2006 годы                                        | Пограничный округ |
| ЗабВО                   | Забайкальский военный округ                                                                  | Округ упразднён в 1998 году                                                     | Военный округ     |
| ЗАВО                    | Забайкальско-Амурский военный округ                                                          | Округ упразднён в 1947 году                                                     | Военный округ     |
| ЗакВО                   | Закавказский военный округ                                                                   | Переформирован в ГРВЗ в 1993 году                                               | Военный округ     |
| ЗГВ                     | Западная группа войск                                                                        | Упразднена в 1994 году                                                          | Группа войск      |
| ЗСибВО                  | Западно-Сибирский военный округ                                                              | Округ упразднён в 1956 году                                                     | Военный округ     |
| КазВО                   | Казанский военный округ                                                                      | Округ упразднён в 1946 году                                                     | Военный округ     |
| КВО                     | Киевский военный округ                                                                       | Округ упразднён в 1992 году                                                     | Военный округ     |
| КВФ                     | Каспийская военная флотилия                                                                  |                                                                                 | Флотилия          |
| КубВО                   | Кубанский военный округ                                                                      | Округ упразднён в 1946 году                                                     | Военный округ     |
| ЛВО, ЛенВО              | Ленинградский военный округ                                                                  | Округ упразднён в 2010 году                                                     | Военный округ     |
| ЛФ                      | Ленинградский фронт                                                                          | Устаревшее. Существовали в период ВОВ                                           | Фронт             |
| МВО                     | Московский военный округ                                                                     | Округ упразднён в 2010 году                                                     | Военный округ     |
| МинВО                   | Минский военный округ                                                                        | Округ упразднён в 1946 году                                                     | Военный округ     |
| МО ПВО                  | Московский округ противовоздушной обороны                                                    | Округ упразднён в 1998 году                                                     | Округ ПВО         |
| ННА                     | Национальная народная армия ГДР                                                              | Расформирована в 1990 году                                                      | Вооруженные силы  |
| ОВКР                    | отдел военной контрразведки КГБ СССР                                                         |                                                                                 | Род войск         |
| ОВО                     | Особый военный округ                                                                         |                                                                                 | Военный округ     |
| ОдВО                    | Одесский военный округ                                                                       | Округ упразднён в 1992 году                                                     | Военный округ     |
| ОКСВА                   | Ограниченный контингент советских войск в Афганистане                                        | Расформирован в 1989 году                                                       | Группа войск      |
| ОМА                     | Особая механизированная армия                                                                |                                                                                 | Армия             |
| ОПА                     | Отдельная Приморская армия                                                                   |                                                                                 | Армия             |
| ПрибВО                  | Прибалтийский военный округ                                                                  | Округ упразднён в 1991 году                                                     | Военный округ     |
| ПриВО                   | Приволжский военный округ                                                                    | Округ упразднён в 2001 году                                                     | Военный округ     |
| ПрикВО                  | Прикарпатский военный округ                                                                  | Округ упразднён в 1992 году                                                     | Военный округ     |
| ПримВО                  | Приморский военный округ                                                                     | Округ упразднён в 1953 году                                                     | Военный округ     |
| ПРН                     | Предупреждение о ракетном нападении                                                          |                                                                                 |                   |
| ПРО                     | Противоракетная оборона                                                                      |                                                                                 |                   |
| ПКО                     | Противокосмическая оборона                                                                   |                                                                                 |                   |
| ПЛО                     | Противолодочная оборона                                                                      |                                                                                 |                   |
| ПУрВО                   | Приволжско-Уральский военный округ                                                           | Округ упразднён в 2010 году                                                     | Военный округ     |
| РВА                     | Ракетные войска и артиллерия                                                                 |                                                                                 | Род войск         |
| СА                      | Советская Армия                                                                              |                                                                                 | Вооруженные силы  |
| САВО                    | Среднеазиатский военный округ                                                                | Округ упразднён в 1989 году                                                     | Военный округ     |
| СГВ                     | Северная группа войск                                                                        | Расформирована в 1993 году                                                      | Группа войск      |
| СевВО                   | Северный военный округ                                                                       | Округ упразднён в 1960 году                                                     | Военный округ     |
| СибВО                   | Сибирский военный округ                                                                      | Округ упразднён в 2010 году                                                     | Военный округ     |
| СКВО                    | Северо-Кавказский военный округ                                                              | Округ упразднён в 2010 году                                                     | Военный округ     |
| СтавВО                  | Ставропольский военный округ                                                                 | Округ упразднён в 1946 году                                                     | Военный округ     |
| СтепВО                  | Степной военный округ                                                                        | Округ упразднён в 1946 году                                                     | Военный округ     |
| СТОФ                    | Северо-Тихоокеанская флотилия                                                                | Расформирована в 1945 году                                                      | Флотилия          |
| СФ, КСФ                 | Северный флот                                                                                | с 1965 года Краснознамённый                                                     | Флот              |
| ТавВО                   | Таврический военный округ                                                                    | Округ упразднён в 1956 году                                                     | Военный округ     |
| ТбилВО                  | Тбилисский военный округ                                                                     | Округ упразднён в 1946 году                                                     | Военный округ     |
| ТОФ, ТФ                 | Краснознамённый Тихоокеанский флот                                                           |                                                                                 | Флот              |
| ТуркВО                  | Туркестанский военный округ                                                                  | Округ упразднён в 1992 году                                                     | Военный округ     |
| ЧФ, КЧФ                 | Краснознамённый Черноморский флот                                                            | с 1965 года Краснознамённый                                                     | Флот              |
| АУВПС                   | Армейское управление военно-полевого строительства                                           | Устаревший термин периода ВОВ                                                   | Управление        |
| ВТА                     | военно-транспортная авиация                                                                  |                                                                                 | Род войск         |
| ГРУ                     | Главное разведывательное управление                                                          |                                                                                 | Управление        |
| ГУ                      | Главное управление                                                                           |                                                                                 | Управление        |
| ГШ                      | Генеральный штаб                                                                             |                                                                                 | Управление        |
| ЦГВ                     | Центральная группа войск                                                                     | ГВ на территории Австрии и Венгрии                                              | Группа войск      |
| ЮГВ                     | Южная группа войск                                                                           | ГВ на территории Болгарии и Румынии (1945—1947) и Венгрии (1956—1991)           | Группа войск      |

### Сокращённые обозначения кораблей и судов
Сокращённые обозначения кораблей и судов
Примечания:
- Приведены сокращённые обозначения как классов боевых кораблей так и вспомогательных судов;
- Сокращённые обозначения по судам и кораблям одинакового функционального предназначения различаемых водоизмещением (малый, средний, большой) и областью применения (морской, рейдовый, речной и т. д.), объединены в одну строку таблицы.

| Сокращённое обозначение                             | Полное название типа корабля/судна/катера | Дополнение по применению                                                             |
| --------------------------------------------------- | --- | ------------------------------------------------------------------------------------ |
| АВ                                                  | авианосец |                                                                                      |
| АВК                                                 | авианесущий корабль |                                                                                      |
| АВКР                                                | авианесущий крейсер |                                                                                      |
| АВЛ                                                 | авианосец лёгкий |                                                                                      |
| АВМ                                                 | авианосец многоцелевой |                                                                                      |
| АВУ                                                 | авианосец ударный |                                                                                      |
| АК МАК                                              | артиллерийский корабль малый артиллерийский корабль |                                                                                      |
| АКА                                                 | артиллерийский катер |                                                                                      |
| АКР                                                 | артиллерийский крейсер |                                                                                      |
| БАД                                                 | баржа артиллерийская десантная | Использовалось для трофейных немецких артиллерийских барж                            |
| ДБ БДБ                                              | десантная баржа быстроходная десантная баржа | Использовалось для трофейных немецких десантных барж                                 |
| БК БКА                                              | бронекатер боевой катер |                                                                                      |
| БМО                                                 | бронированный малый охотник | Устаревшее. Использовалось в период ВОВ                                              |
| БНК                                                 | боевой надводный корабль |                                                                                      |
| БНК ОК                                              | боевые надводные корабли основных классов |                                                                                      |
| БО МО                                               | большой охотник малый охотник | Устаревшее. Использовалось в период ВОВ                                              |
| БОКА                                                | быстроходный охранитель корабельный акустический |                                                                                      |
| ВБ                                                  | водолазный бот |                                                                                      |
| Г                                                   | глиссирующий катер |                                                                                      |
| ГКС                                                 | судно гидроакустического контроля |                                                                                      |
| ГПС                                                 | госпитальное судно |                                                                                      |
| ГС (ГиСу) МГС                                       | гидрографическое судно малое гидрографическое судно |                                                                                      |
| ДВКА                                                | десантно-высадочный катер |                                                                                      |
| ДВКД                                                | десантно-вертолётный корабль-док |                                                                                      |
| ДВН                                                 | десантный вертолётоносец |                                                                                      |
| ДК БДК СДК МДК                                      | десантный корабль большой десантный корабль средний десантный корабль малый десантный корабль |                                                                                      |
| ДКА                                                 | десантный катер |                                                                                      |
| ДКД                                                 | десантный корабль-док |                                                                                      |
| ДПЛ                                                 | дизельная подводная лодка |                                                                                      |
| ДПЛРБ                                               | дизельная подводная лодка с баллистическими ракетами |                                                                                      |
| ДПЛРК                                               | дизельная подводная лодка с крылатыми ракетами |                                                                                      |
| ДПЛТ                                                | дизельная подводная лодка с ракетно-торпедным вооружением |                                                                                      |
| ДШКА                                                | десантно-штурмовой катер |                                                                                      |
| КАВ                                                 | конвойный авианосец |                                                                                      |
| КБП                                                 | кабинет боевой подготовки | Списанные и переоборудованные подводные лодки                                        |
| КБС БКБС МКБС                                       | кабельное судно большое кабельное судно малое кабельное судно |                                                                                      |
| КВН                                                 | корабль воздушного наблюдения |                                                                                      |
| КВП                                                 | корабль на воздушной подушке |                                                                                      |
| КВПА                                                | корабль на воздушной подушке амфибийного типа |                                                                                      |
| КДПП                                                | корабль на динамических принципах поддержания |                                                                                      |
| КИК                                                 | корабль измерительного комплекса |                                                                                      |
| ККС                                                 | корабль комплексного снабжения |                                                                                      |
| КЛ                                                  | канонерская лодка | Устаревшее. Использовалось в период ВОВ                                              |
| КМ                                                  | катер-мишень |                                                                                      |
| КПК                                                 | корабль на подводных крыльях |                                                                                      |
| КР                                                  | крейсер |                                                                                      |
| КРВ                                                 | корвет |                                                                                      |
| КРЛ                                                 | крейсер лёгкий |                                                                                      |
| КРТ                                                 | крейсер тяжёлый |                                                                                      |
| КЭП                                                 | корабль-экраноплан |                                                                                      |
| Лед. ПЛД ПТЛД                                       | ледокол патрульный ледокол портовый ледокол |                                                                                      |
| ЛК                                                  | линкор |                                                                                      |
| ЛКР                                                 | линейный крейсер |                                                                                      |
| МБ РБ                                               | морской буксир рейдовый буксир |                                                                                      |
| МЗ                                                  | минный заградитель |                                                                                      |
| МН                                                  | монитор | Устаревшее. Использовалось в период ВОВ                                              |
| НИС                                                 | научно-исследовательское судно |                                                                                      |
| НС                                                  | наливное судно |                                                                                      |
| МСКР                                                | малый быстроходный многоцелевой сторожевой корабль |                                                                                      |
| ПБ                                                  | плавучая база |                                                                                      |
| ПД                                                  | плавучий док плавучий док-эллинг |                                                                                      |
| ПЖК ПЖС                                             | пожарный катер пожарное судно |                                                                                      |
| ПЗС                                                 | плавучая зарядовая станция | Списанные и переоборудованные подводные лодки                                        |
| ПК БПК МПК                                          | противолодочный корабль большой противолодочный корабль малый противолодочный корабль |                                                                                      |
| ПЛ                                                  | подводная лодка |                                                                                      |
| ПЛА                                                 | подводная лодка атомная |                                                                                      |
| ПЛАР                                                | подводная лодка атомная ракетная |                                                                                      |
| ПЛАРБ                                               | подводная лодка атомная с баллистическими ракетами |                                                                                      |
| ПЛАРК                                               | подводная лодка атомная с крылатыми ракетами |                                                                                      |
| Б С М К                                             | подводная лодка - большая подводная лодка - средняя подводная лодка - малая подводная лодка - крейсерская |                                                                                      |
| БС СС МС КС                                         | подводная лодка - большая специальная подводная лодка - средняя специальная подводная лодка - малая специальная подводная лодка - крейсерская специальная                                                            | Для некоторых подводных лодок построенных по особым проектам                         |
| ПМ                                                  | плавучая мастерская |                                                                                      |
| ПМЗ                                                 | прорыватель минных заграждений |                                                                                      |
| ПСС                                                 | поисково-спасательное судно |                                                                                      |
| ПСК (ПСКР)                                          | пограничный сторожевой корабль |                                                                                      |
| ПСКА                                                | пограничный сторожевой катер |                                                                                      |
| ПТБ ПРТБ                                            | плавучая техническая база плавучая ракетная техническая база |                                                                                      |
| РГКА                                                | рейдовый гидрографический катер |                                                                                      |
| РЗК БРЗК СРЗК МРЗК                                  | разведывательный корабль большой разведывательный корабль средний разведывательный корабль малый разведывательный корабль                                                                                            |                                                                                      |
| РК БРК МРК                                          | ракетный корабль большой ракетный корабль малый ракетный корабль |                                                                                      |
| РКА                                                 | ракетный катер |                                                                                      |
| РКР                                                 | ракетный крейсер |                                                                                      |
| СЗ                                                  | сетевой заградитель |                                                                                      |
| СК                                                  | санитарный катер |                                                                                      |
| СКА                                                 | сторожевой катер |                                                                                      |
| СКР                                                 | сторожевой корабль |                                                                                      |
| СПЛ                                                 | спасательная подводная лодка |                                                                                      |
| СПС                                                 | судоподъёмное судно |                                                                                      |
| СС                                                  | спасательное судно |                                                                                      |
| СФП                                                 | судно контроля физических полей |                                                                                      |
| СЭО                                                 | судно энергетического обеспечения |                                                                                      |
| ТКА (ТК) БТКА МТКА                                  | торпедный катер большой торпедный катер малый торпедный катер |                                                                                      |
| ТЛ                                                  | торпедолов | Вспомогательное судно для поиска и подъёма практических торпед после учебных стрельб |
| ТН БМТН МТН СМТК РТН СПТН                           | танкер большой морской танкер морской танкер средний морской танкер рейдовый танкер специальный танкер |                                                                                      |
| ТР                                                  | транспортное судно общего назначения |                                                                                      |
| ТС                                                  | транспортное судно |                                                                                      |
| ТЩ (Т) БТЩ РТЩ РЧТЩ ТЩ-ВО ТЩ-ШУ ТЩИ ТЩИМ КЭМТЩ ЭМТЩ | тральщик базовый тральщик рейдовый тральщик речной тральщик тральщик-волновой охранитель тральщик-шнуроукладчик тральщик-искатель тральщик-искатель мин катерный электромагнитный тральщик электромагнитный тральщик |                                                                                      |
| УК                                                  | учебный корабль |                                                                                      |
| УТС                                                 | учебно-тренировочная станция | Списанные и переоборудованные подводные лодки                                        |
| ФР                                                  | фрегат |                                                                                      |
| ЭМ                                                  | эскадренный миноносец |                                                                                      |